# Megapoda labiata
Megapoda labiata là một loài ruồi trong họ Asilidae. Megapoda labiata được Fabricius miêu tả năm 1805.